# 吉拉德鎮區 (明尼蘇達州奧特泰爾縣)
吉拉德鎮區（英語：Girard Township）是位於美國明尼蘇達州奧特泰爾縣的一個行政鎮區，於1882年設立。

## 地方資料
吉拉德鎮區的面積為92.36平方千米，當中陸地面積為67.67平方千米，而水域面積為24.69平方千米。根據2020年美國人口普查的數據，當地共有人口715人，而人口密度為每平方千米7.74人。